# Giel-Courteilles
Giel-Courteilles è un comune francese di 730 abitanti situato nel dipartimento dell'Orne nella regione della Normandia.

## Società

### Evoluzione demografica
Abitanti censiti